# Liste der Monuments historiques in Labruyère (Côte-d’Or)
Die Liste der Monuments historiques in Labruyère führt die Monuments historiques in der französischen Gemeinde Labruyère auf.

## Liste der Objekte
| Bezeichnung                 | Beschreibung                                   | Standort                          | Kennzeichnung | Schutzstatus | Datum | Bild |
| --------------------------- | ---------------------------------------------- | --------------------------------- | ------------- | ------------ | ----- | ---- |
| Skulptur Heiliger Sebastian | Kalkstein, grau gefasst, Holz, 16. Jahrhundert | in der Kirche St-Sébastien (Lage) | PM21001343    | Classé       | 1962  |      |
| Pietà                       | Kalkstein, 16. Jahrhundert                     | in der Kirche St-Sébastien (Lage) | PM21001344    | Classé       | 1962  |      |